# Jovino Francisco de Gouveia Pinto

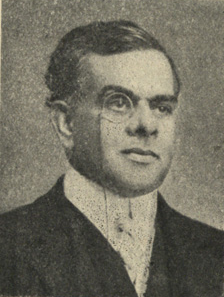
Jovino Francisco de Gouveia Pinto

Jovino Francisco de Gouveia Pinto (Goa, Bardez, Sangoldá - ?) foi um jornalista e político português.

## Biografia
Filho de Caetano Francisco Lino e de sua mulher Ana Paula Rosaura de Gouveia.
Estudou em Bombaim, indo, depois, para Lisboa, onde exerceu funções burocráticas no Ministério das Finanças, dedicando-se, também, ao Jornalismo.
Foi eleito Deputado à Assembleia Nacional Constituinte de 1911, pelo Círculo Eleitoral de Mapuçá, na Índia Portuguesa.